# Alice Bailly
Alice Bailly (25 de fevereiro de 1872 - 1 de janeiro de 1938) foi uma pintora de vanguarda suíça, conhecida por suas interpretações sobre cubismo, fauvismo, futurismo, suas pinturas em lã e sua participação no movimento dadaísta. Em 1906, Bailly se estabeleceu em Paris, onde fez amizade com Juan Gris, Francis Picabia e Marie Laurencin, pintores modernistas de vanguarda que influenciaram suas obras e sua vida posterior.